# أحمد الكوراني
هو أحمد بن إسماعيل بن عثمان الكوراني شهاب الدين الشافعي (813 هـ/1410 - 893 هـ/1488). مفسر كردى الأصل من أهل شهرزورفي محافظة السليمانية بكردستان العراق حيث تنتشر قبائل الكورانية (گوران). بدء فقيرا ثم ترقى إلى أن أصبح معلم السلاطين واشتهر عنه انه كان ذا غلظة على الملوك ونصيحة لهم. عهد إليه السلطان مراد بن عثمان بتعليم ولي عهده محمد الفاتح ويقال أنه هو الذي اوصى تلميذه السلطان محمد الفاتح بلزوم فتح القسطنطينية آخر معاقل دولة البيزنطة وهناك في إسطنبول الي اليوم محلة باسم الملا كورانى (Molla Gürani) وفيها جامع باسمه.

## سيرة حياته

رسم تخيلي للسلطان الفاتح واقفا امام معلمه الكورانى

ترك بلاد شهرزور بكردستان يافعا إلى بغداد باحثا عن العلم كما كانت العادة. حفظ القرآن وتلي السبع على القزويني البغدادي وقرأ عليه الكشاف وحاشيته لالتفتازاني وأخذ عنه النحو مع علمي المعاني والبيان والعروض وكذا اشتغل على غيره في العلوم وتميز في الأصلين والمنطق وغيرها ومهر في النحو والمعاني والبيان وغير ذلك من العقليات وشارك في الفقه ثم تحول إلى حصن كيفا فأخذ عن الجلال الحلواني في العربية وجال في بغداد وبلدات خنس وارغاني في دياربكر الشمالية‌ وقدم دمشق في حدود الثلاثين فلازم العلاء البخاري ثم قدم القاهرة في حدود سنة خمس وثلاثين وهو فقير جداً. ثم رحل إلى بلاد الروم صحبة الملا محمد يكان فعهد إليه السلطان مراد الثاني بتعلم ولي عهده محمد الفاتح وصار معلم السطان محمد الفاتح ومما أشتهر عنه أنه كان يقرع السلطان في صغيره بالعصا حينما كان يعلمه القرآن الكريم وولي القضاء في أيام الفاتح ولم يقبل الوزارة. والملا أحمد من أجلة علماء الدولة العثمانية وصادف من سلطانها مراد حظوة ثم لما مات الشيخ شمس الدين الفناري مسألة السلطان أبن عثمان أن يتحنف ويأخذ وظائفه ففعل وصار المشار إليه في المملكة العثمانية وتوفي بالقسطنطينية (إسطنبول الحالية) عام 893 للهجرة (1488 م) وصلى عليه السلطان بايزيد.

## رحلته إلى بلاد الروم
جاء في طبقات الحنفية أن المولى محمد أدمغان الشهير بـالمولى يكان لما دخل القاهرة في سفر الحجاز لقيه الكوراني فأخذه معه إلى بلاد الروم فلما لقي السلطان مراد خان قال له : هل أتيت إلينا بهدية قال نعم معي رجل فاضل عامل كامل فقيه مفسر محدث بارع في العلوم. قال أين هو ؟ قال بالباب فأرسل إليه السلطان فدخل عليه وسلم وتحدّث معه ساعة فرأى فضله في النهاية وأعطاه مدرسة جده مراد خان الغازي بمدرسة بورسا ثم جعله معلماً لولده محمد خان ولما جلس السلطان محمد خان على السرير أكرمه غاية الإكرام وقلده منصب الفتوى وغير ذلك وصنف في أيامه تفسيراً للقرآن سماه الأماني وشرح صحيح البخاري وحواشي على شرح الجعبري للشاطبية وغير ذلك وكان يحيي الليل كله بقراءة القرآن ويختمه في كل ليلة. قولاً بالحق ذا وجاهة وفضل . ثم ترقى بها حتى أستعرض قضاء العسكر وغيره وتحوّل حنفياً بعد أن كان شافعياً كما أغلب الأكراد وعظم اختصاصه بالسلطان العثماني وأنتقل من قضاء العسكر إلى منصب الفتوى وتردد إليه الأكابر. وشرح جمع الجوامع وكثر تعقبه للمحلي وعمل تفسيراً وشرحاً على البخاري وقصيدة في علم العروض نحو ستمائة بيت وأنشأ بإسطنبول جامعاً ما زال باقيا ومدرسة سماها دار الحديث وعمرّ الدور وأنتشر علمه فأخذ عليه الأكابر. ثم ان سلطان الدولة العثمانية السلطان محمد عرض عليه الوزارة‌ فلم يقبلها وأنه أتاه مرة مرسوم من السلطان فيه مخالفة للوجه الشرعي فمزقه وإنه كان يخاطب السلطان باسمه ولا ينحني له ولا يقبل يده بل يصافحه مصافحة وأنه كان لا يأتي إلى السلطان إلا إذا أرسل إليه وكان يقول له مطعمك حرام وملبسك حرام فعليك بالاحتياط وذكر له مناقب جمة تدل على أنه من العلماء العاملين.

## آثاره
وللملا أحمد الكوراني كتب ومصنفات كثيرة منها
 1-
- غاية الأماني في تفسير السبع المثاني وهو كتاب في تفسير القرآن الكريم
- الكوثر الجاري في رياض البخاري وهو كتاب لطيف أجاد فيه شرح أحاديث البخاري في عدة مجلدات
- الدرر اللوامع في شرح جمع الجوامع وهو كتاب للسبكي في الأصول
- شرح الكافية لأبن الحاجب في النحو
- الشافية في علم العروض والقافية وقد أهدى كتابه الشعري هذا المتضمن ستمائة بيت للسلطان محمد الفاتح
- حواشي على شرح الجعبري للشاطبية
- فرائد الدرر في شرح لوامع الغرر

## وفاته
```
توفي عام 892 هـ / 1488 م تعالى وكانت ولادته في عام 813 هـ / 1410 م.
```